# Józef Londzin
Józef Londzin (2. února 1863 Zábřeh – 21. dubna 1929 Těšín) byl rakouský kněz a politik polské národnosti ze Slezska, na počátku 20. století poslanec Říšské rady, po válce polský politik (poslanec Sejmu a člen polského senátu) a starosta Těšína.

## Biografie
Profesí byl římskokatolický kněz, redaktor, národní pracovník, historik a bibliograf, působící v Rakouském Slezsku.
Pocházel z rodiny učitele. Vychodil základní školu v rodném Zábřehu u Bílska, pak německojazyčné gymnázium v Bílsku a polský teologický seminář v Olomouci, kde byl roku 1889 vysvěcen na kněze. Působil jako vikář ve Strumeni, pak v Horním Meziříčí. Od roku 1890 až do své smrti pak působil v katolické církvi v Těšíně. Od mládí byl veřejně a politicky aktivní. Jako student teologie pomáhal P. Stalmachovi s vydáváním listu Gwiazdka Cieszyńska a po příchodu do Těšína se ujal vedení její redakce. Podporoval katolické spolky. Byl členem výboru Matice školské Těšínského knížectví (od roku 1903 do roku 1904 jako její předseda. Předsedal turistickému spolku Beskid Śląski a inicioval vznik dvou polských horských ubytoven na Ropičce a na Stožku. Podporoval a sám provozoval historiografické a etnografické bádání o regionu Těšínska.
V roce 1902 neúspěšně kandidoval na Slezský zemský sněm za Svaz slezských katolíků. V následujících volbách se opět na sněm nedostal, když ho porazil Josef Koždoň. Roku 1905 založil sdružení Péče o vzdělávající se katolickou mládež blahoslaveného Melichara Grodeckého.
Na počátku 20. století se zapojil i do celostátní politiky. Ve volbách do Říšské rady roku 1907, konaných poprvé podle všeobecného a rovného volebního práva, se stal poslancem Říšské rady (celostátní zákonodárný sbor) za obvod Slezsko 14 (venkovský okres Bílsko). Šlo o neúspěch, protože Londzin byl jediným zvoleným kandidátem Svazu polských katolíků. Usedl do poslanecké frakce Polský klub. Mandát obhájil za týž obvod i ve volbách do Říšské rady roku 1911, Profesně se k roku 1911 uvádí jako profesor.
V srpnu 1914 stanul v čele slezské sekce Hlavního národního výboru, koordinační střechové organizace polských politických stran v Rakousku. Zastupoval v něm polské katolíky. V roce 1919 se stal poslancem Sejmu a roku 1928 byl zvolen senátorem. Od roku 1927 do své smrti rovněž zastával úřad starosty Těšína.